# ノンソン県

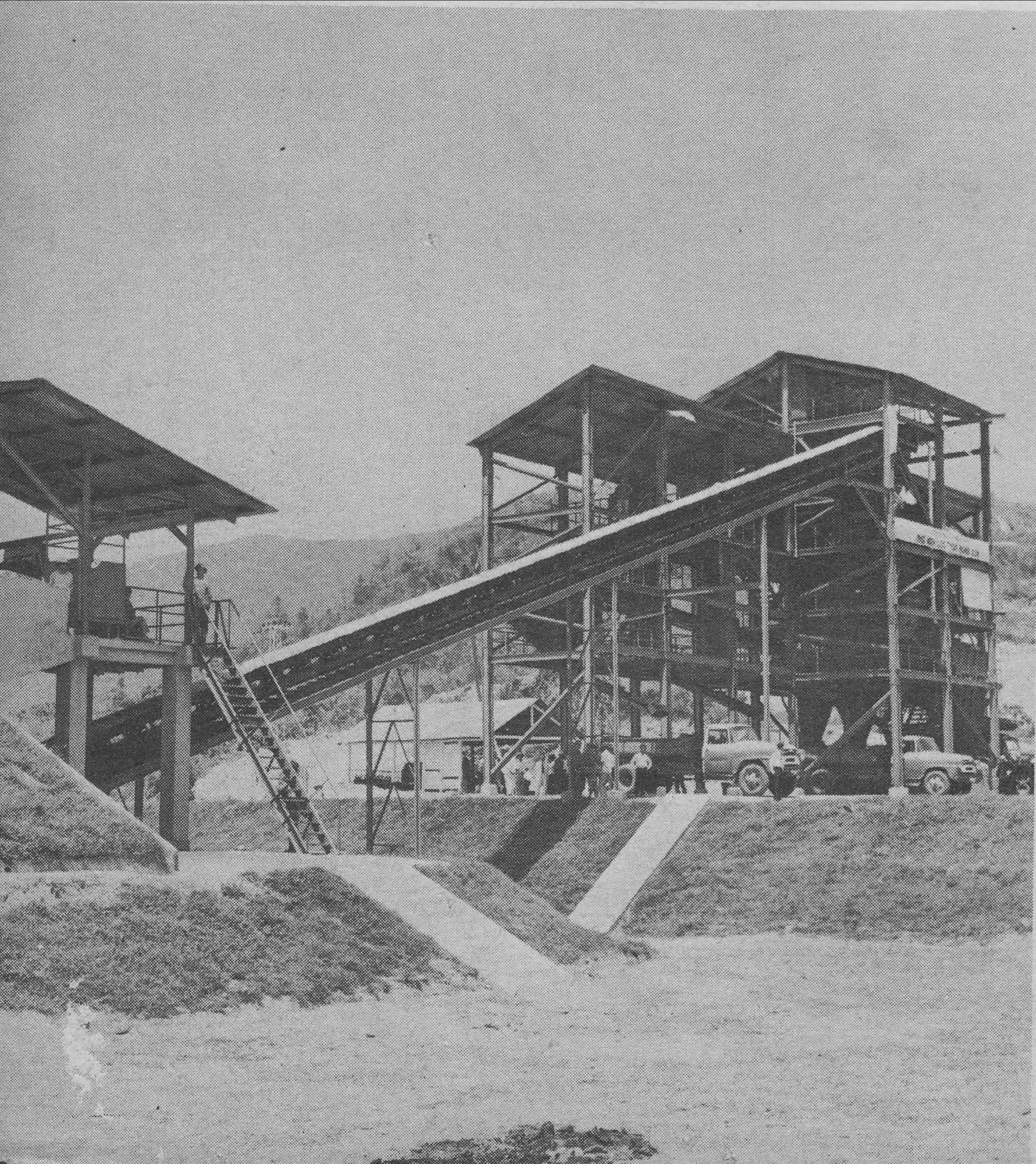
炭鉱の設備

ノンソン県（ノンソンけん、ベトナム語：Huyện Nông Sơn / 縣農山?）は、ベトナム社会主義共和国クアンナム省の県。面積は455.92 km²、人口は34,524人（2018年）である。
2025年1月1日、クエソン県に編入された。

## 行政区画
7社から構成される。